# Boolesk datatyp
En boolesk datatyp är en datatyp inom programmering som representerar värdena sant eller falskt. I exempelvis Ada, Delphi och Java kallas datatypen boolean, i C, C++, C# och Haskell kallas datatypen bool.
Ett av de tidigaste programmeringsspråken som hade en boolesk datatyp var Algol 60 (1960), som även hade de logiska operationerna och, eller, ekvivalens och icke. Varken Fortran I (1957), Fortran II (1958) eller LISP (1958) hade booleska datatyper. C hade ursprungligen ingen boolesk datatyp, men en sådan lades till i C99 som _Bool, och bool är ett makro som definieras vid inkludering av stdbool.h.
Ordet kommer ur Boolesk algebra, som namngivits efter matematikern George Boole.